# لالایی‌ها (ئی‌پی)
| بررسی انتقادی               | بررسی انتقادی |
| منبع                        | رتبه‌بندی      |
| --------------------------- | ------------- |
| آل‌میوزیک                    | [ ۱ ]         |
| راهنمای ضبط آلترناتیو اسپین | ۴/۱۰          |

لالایی‌ها (به انگلیسی: Lullabies) نخستین ئی‌پی از گروهٔ موسیقی آلترناتیو راک اسکاتلندی کوکتو تویینز می‌باشد که در اکتبر سال ۱۹۸۲ پس از انتشار نخستین آلبوم آن‌ها تحت عنوان گل‌آذین‌ها منتشر گردید. این ئی‌پی حاوی سه قطعهٔ بی‌آلبوم می‌بود و صدای بلندتر و تند و شلاقی‌تر از گل‌آذین‌ها داشت.